# Cabelo (músico)
Cabelo, nome artístico de Rodrigo de Azevedo Saad (1967, Cachoeiro de Itapemirim, Espírito Santo), é um cantor e artista plástico brasileiro.
No início da sua carreira como artista plástico, realiza sua performance Cefalópode Heptópode na mostra "Antarctica Artes com a Folha" sendo escolhido como um dos premiados com uma viagem à 10ª edição da documenta (conhecida como documenta X), participando da mesma, ao lado de artistas brasileiros como Tunga, Lygia Clark e Hélio Oiticica.
Durante a década de 90, como músico, fez parte do grupo Boato—um coletivo de poetas que praticou experimentações artísticas em diversas linguagens, entre elas a música—lançando um álbum intitulado Abracadabra. No início dos anos 2000 decide seguir carreira solo, sendo entrevistado no Programa do Jô, no qual conta sobre um episódio em que teve contato com um criadouro de minhocas, resultando numa infestação de parasitas e bactérias, assim como seu encanto pelo "poder de transformação" dos anelídeos, motivo recorrente em sua obra plástica. No programa também apresentou a música "Ladainha do Morto", versão cantada do poema de Gerardo Mello Mourão.
Em 2018 inaugura a exposição Luz com Trevas, e em seguida realiza uma série de shows, sendo um deles na cerimônia de inauguração da exposição dos finalistas do Prêmio PIPA de 2019, e outro na 15ª edição do Festival Multiplicidade. Em 2020 lança um álbum homônimo—Luz com Trevas—pela Som Livre.

## Exposições

### Individuais
- 2018: Luz com Trevas,[20][21][22][23] Espaço Cultural BNDES (Rio de Janeiro), curadoria Lisette Lagnado
- 2011: MC Fininho e DJ Barbante no baile funk (Gentil) Carioca,[24][25] A Gentil Carioca (Rio de Janeiro)
- 1999: Cabelo,[26] Galeria Luísa Strina (São Paulo)

### Coletivas
- 2019: Experienza Live Cinema #4 Raul Mourão + Cabelo,[27] Studio OM.art (Rio de Janeiro)
- 2019: 14ª Bienal Internacional de Arte Contemporânea de Curitiba,[28] (Curitiba)

## Filmografia

### Televisão
| Ano  | Título        | Cargo / Personagem       | Notas                    |
| ---- | ------------- | ------------------------ | ------------------------ |
| 2015 | Brasil Visual | Apresentador / Ele mesmo | 1ª temporada             |
| 2018 | Sob Pressão   | Participação / Elton     | 2ª temporada, episódio 7 |